# Orchestia georgiana
Orchestia georgiana är en kräftdjursart. Orchestia georgiana ingår i släktet Orchestia och familjen tångloppor. Inga underarter finns listade i Catalogue of Life.